# Leylateyn
Leylateyn (persiska: ليلتين, ليلِتين) är en ort i Iran.   Den ligger i provinsen Bushehr, i den centrala delen av landet, 700 km söder om huvudstaden Teheran. Leylateyn ligger 6 meter över havet och antalet invånare är 416.
Terrängen runt Leylateyn är mycket platt. Havet är nära Leylateyn åt sydväst. Runt Leylateyn är det glesbefolkat, med 15 invånare per kvadratkilometer. Närmaste större samhälle är Bandar-e Deylam, 17,1 km norr om Leylateyn. Trakten runt Leylateyn är ofruktbar med lite eller ingen växtlighet.